# Chechu Moltó
Chechu Moltó (Alicante, 3 de diciembre de 1976) es un actor español de teatro, cine y televisión. 

## Trayectoria

### Cine
- 2012 - Libertador. Dir. Alberto Arvelo
- 2012 - ¡Atraco!. Dir. Eduard Cortés

### Televisión
- 2013 - La que se avecina. (7.ª temporada)
- 2012 - Cuéntame cómo pasó. (Capítulo 10 - 14.ª temporada)
- 2007 - Los hombres de Paco. (Capítulo 11 - 3.ª temporada)
- 2007 - CruzyRaya.com
- 2019-2020 - Servir y proteger

### Teatro
- 2011 - La venganza de Don Mendo Dir. Juan Carlos Rodero
- 2011 - El loco sueño de una noche de verano Hada Producciones
- 2010 - El lindo Don Diego Mediterráneo Producciones
- 2009 - 2010 - La Isla de los Piratas Aurum Stage
- 2009 - Contradanza Mediterráneo Producciones
- 2009 - Tarzán, El Musical Mallorca So Producciones
- 2007 - 2008 - Circo Imagine Baccus Producciones
- 2006 - Bellum Kazumbo Teatro
- 2006 - Abril Compañía Azahar, Ballet de Alicante
- 2001 - Edipo Séneca Teatro. Festival de Teatro Clásico de Mérida
- 2001 - Bodas de sangre Séneca Teatro
- 1997 - Seis personajes en busca de autor Teatro Bululú. Dir. Antonio Malonda

### Cortometrajes
- 2013 -Gran Hotel. Dir. Olaf González.- Instituto de Empresa
- 2012 -A través del espejo. Dir. Roberto Lolo Sánchez
- 2012 -1013, El origen de Granada. Dir. Susana Romero y Rubén Serra
- 2012 - Voyagez Moi. Documental ficcionado. R&S Producciones
- 2012 - Roxane. Dir. Juan Valero
- 2011 - El último anochecer. Dir. Roberto Lolo Sánchez y José Luis Mora
- 2011 - L.E.H.H.. Dir. Julio Más Alcaraz
- 2011 - Subte. Dir. Gabriel Beitia
- 2011 - Juego de sombras. Dir. Juan Chamorro
- 2011 - 23 H. Dir. Octavio James
- 2011 - Un instante. NG Ficción
- 2010 - Bumfight. Dir. Luis Belda
- 2010 - El Síndrome Lima. Dir. Ray Marhuenda
- 2010 - El Santo Sueño. Dir. Octavio James
- 2010 - 100.000. Dir. Luis Martínez